# Alessandro Gamberini
Alessandro Gamberini (sinh ngày 27 tháng 8 năm 1981 ở Bologna) là một hậu vệ người Ý hiện đang chơi cho Chievo Verona ở Serie A trong vai trò trung vệ.

## Sự nghiệp câu lạc bộ
Gamberini có trận ra mắt ở đội một - ở Serie A trong màu áo Bologna ở mùa giải 1999- 2000, và ở đây trong 6 mùa giải, trước khi chuyển sang Hellas Verona theo dạng cho mượn trong 1 năm.
Với việc Bologna bị xuống hạng ở mùa giải 2004-05, Gamberini chuyển tới ACF Fiorentina với mức giá 3 triệu euro, và đã thi đấu rất tốt ở đội hình một trong năm đó, giúp Viola tiến tới vòng loại thứ hai của cúp C1.

## Sự nghiệp thi đấu quốc tế
Gamberini có trận ra mắt trong màu áo đội tuyển Ý trong trận giao hữu thắng 2-0 trước Nam Phi vào ngày 17 tháng 10 năm 2007.
Ban đầu anh không được triệu tập vào đội tuyển cho Euro 2008, nhưng đã được gọi sau khi đội trưởng Fabio Cannavaro bị chấn thương. Gamberini không được sử dụng một phút nào ở giải.